# Billboard Brasil
Billboard Brasil é a versão brasileira da revista norte-americana de música e entretenimento Billboard. A revista oferece paradas musicais, notícias, fotos e vídeos relacionados à indústria da música. Suas paradas incluem a Brasil Hot 100 e a Artistas 25, que classifica as canções e artistas mais populares em diversos gêneros musicais.
Lançada pela primeira vez em outubro de 2009, a Billboard Brasil foi a terceira versão afiliada à Billboard. A revista eventualmente deixou de ser publicada em julho de 2014, concentrando-se apenas em seu site até encerrar suas operações por razões não reveladas em 2019. A revista retornou em agosto de 2023, e a primeira edição do relançamento foi lançada em 13 de outubro de 2023.

## História

### 2009–2019: Primeiros anos e encerramento
A Billboard Brasil foi anunciada pela primeira vez em agosto de 2009. Ela foi oficialmente lançada pela BPP Promoções e Publicações LTDA em 14 de outubro de 2009, com uma circulação de 40.000 exemplares impressos mensalmente vendidos a R$ 8,90. A primeira edição contava com 84 páginas e trazia Roberto Carlos na capa. A Billboard Brasil adotou o formato básico da Billboard norte-americana, apresentando tanto as paradas Brasil Hot 100 Airplay quanto Billboard 200, além de artigos sobre música regional e internacional, bem como paradas regionais e internacionais. Essas paradas foram compiladas com base no relatório de análise de transmissão da Crowley Broadcast Analysis, que monitorava 265 estações de rádio em todo o país. A Crowley já fornecia esse serviço restrito para gravadoras antes mesmo do lançamento da Billboard Brasil. O Brasil foi o terceiro país a lançar uma versão impressa afiliada à revista norte-americana, seguindo a Rússia e Turquia. A última edição impressa da revista foi a 49.ª, em julho de 2014. A 50.ª edição, publicada em janeiro de 2015, estava disponível apenas em formato digital. Posteriormente, a Billboard Brasil deixou de ser publicada, passando a trabalhar somente em seu site. O encerramento das atividades ocorreu em janeiro de 2019.

### 2022–presente: Hits of the World e relançamento daBillboard Brasil
Em 15 de fevereiro de 2022, a Billboard lançou a Hits of the World, uma coleção de paradas musicais que abrange mais de 40 países, classificando as 25 melhores canções semanalmente em cada um deles; essa coleção inclui a Brazil Songs.
Em 15 de maio de 2023, foi anunciado que a Billboard Brasil seria relançada. A revista voltou em agosto de 2023. A primeira edição impressa do relançamento será lançada em setembro de 2023, apresentando a cobertura da primeira edição do festival The Town.

## Paradas
A seguir estão as paradas da Billboard Brasil:
| Parada               | Descrição |
| -------------------- | --- |
| Brasil Hot 100       | Classifica as 100 canções mais ouvidas no Brasil e é baseada na atividade de streaming dos principais serviços de música no território.           |
| Artistas 25          | Classifica os 25 artistas mais ouvidos no Brasil e é baseada na atividade de streaming dos principais serviços de música no território.           |
| Billboard Hot 100 US | Classifica as 100 canções mais ouvidas nos Estados Unidos e é baseada na atividade de streaming, execuções em rádio, audiência e dados de vendas. |
| Billboard Global 200 | Classifica as 200 canções mais ouvidas em mais de 200 territórios em todo o mundo e é baseada na atividade de streaming e dados de vendas.        |